# Julia Acker
Julia Acker (1898–1942) là một nghệ sĩ người Ba Lan gốc Do Thái. Do trải qua Thế chiến II và thời Đức chiếm đóng nên nhiều bản ghi chép bị mất tích. Năm sinh của bà ở Lviv được ghi chép lại trong "Danh mục triển lãm của Bộ sưu tập Phòng trưng bày nghệ thuật Lviv, Bảo tàng Lịch sử Lviv" trong phần "Tiểu sử của các nghệ sĩ."

## Tiểu sử
Acker đã cống hiến cả cuộc đời và sự nghiệp của mình ở Lviv. Bà ra đời khi Ba Lan vẫn còn là một phần của Đế quốc Áo-Hung và Lviv còn ở tỉnh Galicia thuộc miền Đông của Đế quốc. Bà "học hội họa tại Học viện Nghệ thuật Tự do Leonard Podhorodecki và tại Pawel Gajewski ở Lviv,"  thời Ba Lan độc lập sau Thế chiến I. Bà tiếp tục nghiên cứu hội họa của mình "tại Pawel Gajewski ở Lviv [...] và vẽ các tác phẩm phong cảnh cuộc sống cộng đồng Do Thái và vẽ chân dung của trẻ em, vẽ tĩnh vật và hoa."
Do hay bị quân Đức đe dọa về tính mạng, họa sĩ Acker đã tự sát vào năm 1942 khi quân Đức chiếm đóng Lviv, lúc bà bị giam giữ tại Nghĩa trang Lviv.